# مرقد هود
مرقد هود (بالفارسية: امامزاده هود) هو مرقد شيعي تاريخي يعود إلى الدولة الإلخانية، ويقع في مقاطعة رازان.